# Gant-Wevelgem 2002
La Gant-Wevelgem 2002 fou la 64a edició de la cursa ciclista Gant-Wevelgem i es va disputar el 10 d'abril de 2002 sobre una distància de 208 km. El vencedor fou l'italià Mario Cipollini (Acqua & Sapone), en el que era la seva tercera i darrera victòria en aquesta clàssica després de les aconseguides el 1992 i 1993. Cipollini s'imposà fàcilment en un esprint protagonitzat per quatre ciclistes que arribaren destacats a meta. Els estatunidencs Fred Rodriguez (Domo-Farm Frites) i George Hincapie (US Postal), completaren el podi.

## Recorregut
En aquesta edició el recorregut parteix de Deinze per dirigir-se fins a Oostende, a la costa belga. D'aquí el recorregut segueix la costa cap a França, fins a De Panne, on gira cap al sud, en paral·lel a la frontera francesa fins a trobar els monts de Flandes, on s'hauran de superar dues vegades les cotes del Monteberg i Kemmelberg. Els darrers 30 quilòmetres són plans fins a Wevelgem.

## Equips participants
En aquesta edició hi prengueren part 20 equips: US Postal, Fassa Bortolo, Team Deutsche Telekom, Mapei-Quick Step, Rabobank, Lotto-Adecco, Cofidis, Domo-Farm Frites, Lampre-Daikin, Tacconi Sport-Vini Caldirola, CSC-Tiscali, Crédit Agricole, Team Coast, Alessio, Bonjour, Acqua & Sapone, La Française des Jeux, Phonak Hearing Systems, Alexia Alluminio, Palmans-Collstrop, Landbouwkrediet-Colnago, Vlaanderen-T-Interim, RDM-Flanders, Marlux-Ville de Charleroi, Bankgiroloterij-Batavus.

## Classificació final
|    | Cilista                | Equip             | Temps      |
| -- | ---------------------- | ----------------- | ---------- |
| 1  | Mario Cipollini (ITA)  | Acqua & Sapone    | 4h 39' 00" |
| 2  | Fred Rodriguez (USA)   | Domo-Farm Frites  | m. t.      |
| 3  | George Hincapie (USA)  | US Postal         | m. t.      |
| 4  | Hendrik Van Dyck (BEL) | Palmans-Collstrop | m. t.      |
| 5  | Martin Hvastija (SLO)  | Alessio           | + 10".     |
| 6  | Robert Hunter (RSA)    | Mapei-Quick Step  | + 1' 29"   |
| 7  | Tom Boonen (BEL)       | US Postal         | + 1' 29"   |
| 8  | Erik Zabel (GER)       | Team Telekom      | + 1' 29"   |
| 9  | Tristan Hoffman (NED)  | CSC-Tiscali       | + 1' 29"   |
| 10 | Johan Museeuw (BEL)    | Domo-Farm Frites  | + 1' 29"   |